# Santiago (Nuevo León)
Santiago è un comune del Messico, situato nello stato di Nuevo León, il cui capoluogo è la località omonima.